# 日枝久
日枝 久（ひえだ ひさし、1937年〈昭和12年〉12月31日 - ）は、日本の実業家、篤志家、フジサンケイグループ元代表。
1980年5月、42歳の若さでフジテレビジョン編成局長に就任。後発局だったフジテレビを視聴率三冠王に押し上げ、黄金時代を牽引した。1988年6月には、同社初の生え抜き出身として代表取締役社長に就任。1997年の東証一部上場を実現し、2001年からは代表取締役会長兼CEOを務めた。2008年には、日本初の認定放送持株会社への移行を主導し、フジ・メディア・ホールディングスの代表取締役会長兼CEOに就任。放送事業を核に幅広い事業を展開する日本を代表するメディア・コングロマリットへと成長させた。

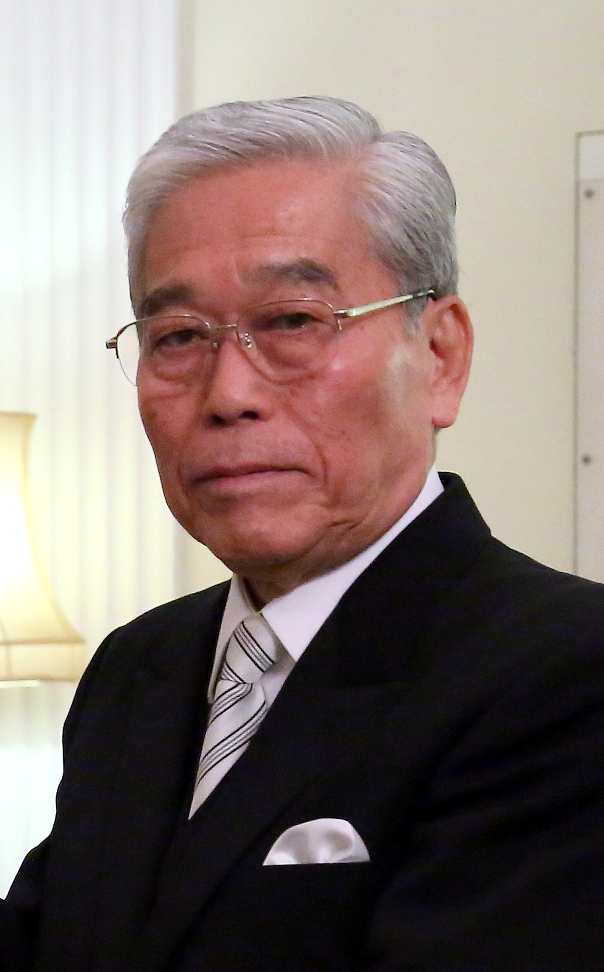
2014年1月21日、在日本英国大使館で

フジ・メディア・ホールディングス取締役相談役、フジテレビジョン取締役相談役、産業経済新聞社取締役相談役、サンケイビル非常勤取締役、日本民間放送連盟（民放連）会長、東京都歴史文化財団理事長、東京文化会館館長などを歴任した。

## 来歴

### 生い立ち
東京府生まれ。四人の姉がいる。2歳のとき父が死去した。小学校から大学までボーイスカウトでスカウティングを経験する。東京都立杉並高等学校、早稲田大学教育学部社会科を卒業した。

### フジテレビとの出会い
中学時代のある日、ガールフレンドの誕生日会に参加した日枝は、そこで当時実験段階だったオシロスコープを目にした。理工学部の学生だった彼女の兄から「もうじきここにニュースもスポーツも映画も音楽も映るようになるんだよ。テレビの時代が来るんだよ」と教わった。
大学では教職課程を履修しており、当初は教員かジャーナリストを志望していた。教育実習先の小学校で、職員室の雰囲気に嫌気がさし、教員になることを迷う。同じ頃、1960年7月の夏休みのある日、日枝はぶらりと大学に行き、イチョウの木の下のベンチでまどろんでいた。偶然通りかかった就職課の先生から「君はマスコミ志望だったよね。開局したばかりのフジテレビが実習生を募集している。就職には関係ないけど、勉強になるから行ってみないか」と声を掛けられた。これがきっかけとなり、フジテレビの実習に応募した。

### 報道・労働組合・編成
1961年4月、株式会社フジテレビジョンに入社する。同期には中本逸郎、豊原ミツ子、中野安子がいる。配属部署は希望通りの報道部だった。1963年11月の鶴見事故の取材、同月のケネディ大統領暗殺事件の衛星中継、1964年東京オリンピックの取材や、1966年3月に富士山付近で発生した英国海外航空機空中分解事故の取材に従事した。政治部記者のとき、テレビは国会の記者クラブに入れてもらえず、常駐カメラマンの映放クラブに入っていた。
中本、横澤彪らと共に1966年5月、フジテレビ労働組合を結成し（岡田太郎委員長・嶋田親一副委員長・黒神洋二書記長。結成数時間のうちに582人が加入）、25歳定年制だった女性社員の待遇改善などを要求した（1972年同定年制廃止）。
しかし鹿内信隆社長と同じ日経連出身の石川士郎報道部長に睨まれ、1966年編成部に異動した。上司との交渉により1年で報道に戻るも、すぐまた編成に行き、1968年4月『3時のあなた』を企画担当として立ち上げ、司会に高峰三枝子、山口淑子を起用した。
1968年7月、周囲の推薦により労働組合書記長に就任した。同じ第三期執行部に村上光一、尾上規喜がいた。報復人事として当時不人気だった広報に左遷される。1969年10月、書記長を退任し、社内横断のプロジェクトチーム「番組企画センター」メンバーに選ばれた。組合活動により人事異動で不本意な部署に次々と飛ばされたが、腐らず懸命に働いたと日枝は回想する一方、それほど不利益になっていないという評価もある。
1970年、広報から編成に戻る。1972年2月あさま山荘事件の時は、編成デスクとして強引にCMを外して中継を続けた。1974年11月に編成部副部長、1978年11月には営業部ネット営業部長になり、電通と関係を深める。

### 編成局長
1980年5月、鹿内信隆会長が視聴率低迷や営業不振を理由に強化本部長を兼務。長男の鹿内春雄を代表取締役副社長に任命し、強化本部長の職務を代理統括させると宣言した。この「80年改革」で、日枝は42歳で編成局長に抜擢された。
編成局長就任の条件として挙げた「視聴率表を貼り出すのをやめる」「制作部門のプロダクション化など合理化をやめる」「番組の企画を社長にまであげるのはやめて、現場に任せてほしい」を実行。社内を明るくしよう、楽しくしようという狙いの下、社内外に向けて「楽しくなければテレビじゃない」というキャッチフレーズを打ち出した。
『スター千一夜』は、開局以来続く看板番組だったが、昼のワイドショーの台頭やゴールデンタイムの15分帯番組という制約のため、番組編成上の問題になっていた。1980年夏頃から、編成担当専務村上七郎と共にこの問題に取り組み、一社提供のスポンサーである旭化成を粘り強く説得し、『スター千一夜』を終了させた。代わりに、1981年10月から新番組『なるほど!ザ・ワールド』が始まり、プロデューサーには王東順を起用した。それ以前にも同年4月開始の『時代劇スペシャル』のプロデューサーとして岡田太郎を推薦するなど、日枝の働きぶりを評価した村上は、以後の番組改編を日枝に任せ、1982年6月には関西テレビ副社長に転じた。
1982年3月には「ニューテレビ宣言」を提言する。この中で、編成が作るタイムテーブルこそがテレビ局の商品であり、局全体の力や勢い、イメージが反映されるとし、「テレビは編成が肝要」という考え方を打ち出した。これにより、フジテレビは編成機能を強化し、次々と高視聴率番組を生み出していった。番組観の革新をもたらし、既存の枠を超えた「タレント」という新たな業種も登場した。また、報道局所管のアナウンス室が編成制作局に移管され、女性アナウンサーのバラエティ番組での起用が当たり前となり、後の女子アナブームに繋がった。
破天荒な鹿内春雄との二人三脚によりフジテレビの黄金時代を牽引する。1982年から1993年まで視聴率三冠王を他に譲らなかった。さらに、フジサンケイグループの総力を挙げたメディア・ミックス展開により、『南極物語』（1983年公開、製作総指揮）、『ビルマの竪琴』（1985年公開、企画）、『子猫物語』（日本1986年公開、北米1989年公開、製作）などの映画や、『夢工場'87』などのイベントを成功に導いた。1983年6月、取締役編成局長、1986年6月には常務取締役総合開発室担当に就任した。

### フジテレビジョン社長、会長兼CEO
1988年4月16日、鹿内春雄会長が急性肝不全により死去した（享年42歳）。春雄邸で行われた仮通夜で日枝は、涙を隠さず号泣したとされる。4月19日午後、春雄の生前の意向に従い信隆は社長人事を日枝に内示。遺志を継いだ日枝は1988年6月、生え抜き初の代表取締役社長に昇任した。
春雄の急死から間もなく、鹿内信隆は鹿内家の世襲体制を維持するため、娘婿の佐藤宏明を養子に迎え、「鹿内宏明」としてフジサンケイグループ会議の三代目議長に据えた。1990年10月28日、信隆が死去。フジテレビは1980年代の勢いを引き継ぎながらも、次第に停滞の兆しを見せ始める。宏明はメディア業界での経験が皆無でありながら、現場に過度に干渉し、頭でっかちの指示を繰り返したため、社内の混乱を招いた。1992年7月、日枝は産経新聞社の羽佐間重彰社長らとともに宏明を追放し、フジサンケイグループのガバナンスの適正化を図る。フジテレビは、宏明解任騒動にバブル崩壊、『ウッチャンナンチャンのやるならやらねば!』出演者の死亡事故により勢いが衰え、1994年には、フジテレビを熱心に研究していた日本テレビに視聴率三冠王の座を譲ることとなる。
1997年8月8日にはフジテレビジョンを東証一部に上場させ、パブリック・カンパニー化を実現させた。2001年6月、フジテレビジョン代表取締役会長兼CEOに昇任した。2003年4月から2006年3月まで日本民間放送連盟（民放連）会長を務め、「地上波放送のデジタル化」と「放送と通信の連携」という課題に取り組み、その舵取り役を担った。2003年7月、羽佐間の後任として、フジサンケイグループ代表に就任、2004年12月のインタビューでは「いま振り返ってみると、フジサンケイグループは日本の企業各社がホールディング・カンパニーを持ち始めた時代のかなり先を行っていたのかな、と思うことは時々ある」と語った。2004年から2010年までの7年間、フジテレビは視聴率三冠王に返り咲いた。
2005年1月17日、フジテレビジョンは、フジサンケイグループの再編を目的として、ニッポン放送の経営権取得を目指して株式公開買付けを発表した。その最中の同年2月8日、突如として堀江貴文率いるライブドアが、東京証券取引所の市場内時間外取引によりニッポン放送株式の35%を取得した。新株予約権の発行をめぐる法廷闘争や、北尾吉孝率いるソフトバンク・インベストメント（現在のSBIホールディングス）のホワイト・ナイト参画を経て、同年4月18日、フジテレビジョン、ライブドア、ニッポン放送の三者は和解した。フジテレビジョンは、同年5月23日にニッポン放送を子会社化、続く同年9月には完全子会社化して、フジサンケイグループの事業持株会社となった。この間、連日自宅には記者が取材に詰めかけたが、「われわれは取材をする立場なので、取材を受けないという選択肢はないんだ」と部下に語って、非公式の会見に応じていた。

### フジ・メディア・ホールディングス会長兼CEO
小泉内閣において総務省のもと、デジタル化の進展と放送政策に関する調査研究会（2004年7月～2006年10月）や、通信・放送の在り方に関する懇談会（竹中懇、2006年1月～6月）が設置され、メディア・コングロマリット化の推進やそのためのマスメディア集中排除原則の緩和が議論された。その後、2007年に成立した改正放送法で、認定放送持株会社の制度が導入された。2008年10月1日、フジテレビジョンは日本初の認定放送持株会社に移行し、商号を「株式会社フジ・メディア・ホールディングス（FMH）」に変更した。同日、新設分割により「株式会社フジテレビジョン」が設立され、両社の代表取締役会長兼CEOを兼ねることになった。
FMHへの移行を前に日枝は「メディア・コングロマリットって、要するにワンソース、マルチユースを徹底する組織でしょう。編成局長の頃からやりたいと思っていました」と語り、発足後のコーポレートサイトでは「わが国を代表する『メディア・コングロマリット』の形成を目指してまいります」と宣言。サンケイビルの完全子会社化や、グランビスタホテル&リゾート（旧・三井観光開発）の買収など、強固なポートフォリオの構築と事業領域の拡張を推進した。関西テレビ放送の持分法適用関連会社化や、仙台放送の連結子会社化など、フジネットワーク系列局の再編と経営基盤の強化にも取り組んだ。
2008年、瀬島龍三の後任として、日本美術協会（総裁は常陸宮正仁親王）の会長に就任した。2011年9月1日、石原慎太郎東京都知事のもと、東京都歴史文化財団が管理運営する東京文化会館の館長に就任した。

### フジ・メディア・ホールディングス取締役相談役
2017年6月28日、フジ・メディア・ホールディングス（FMH）とフジテレビジョン両社の代表取締役会長を退き、両社の取締役相談役に就任した。
2023年7月、森英恵の後任として、彫刻の森美術館及び美ヶ原高原美術館の館長に就任した。
2025年1月27日、元タレント中居正広氏と女性とのトラブルに端を発する一連の問題を巡り、フジテレビジョンの嘉納修治会長と港浩一社長が引責辞任した。（同日付で親会社FMHの代表取締役会長、取締役についても辞任した）。
2025年2月11日、日枝の自宅の外壁に「フジは停波しろ」「オールド」との落書きが見つかり、警視庁が器物損壊事件として捜査した。
2025年2月27日、FMHは、日枝が取締役の人事や報酬などについて助言や提言を行う経営諮問委員会の委員を同日付で辞任したことを発表した。同日行われた定例取締役会の終了後、取材に応じたFMH社長の金光修は、経営諮問委員の辞任について、日枝が「二つ返事」で了承したと述べた。さらに、日枝が「先週末に自宅で転倒して、腰椎圧迫骨折になって入院をしている」ことを明かした。
2025年3月27日、FMHは、日枝を含む10人の取締役が6月開催予定の第84回定時株主総会の終結の時をもって退任すると発表した。また、子会社フジテレビジョンは同日臨時株主総会及び取締役会を開催し、新たな役員体制に移行し、日枝を含む全ての社内出身の取締役（2025年1月27日に選任された清水賢治を除く）が退任した。その後、取材に応じたFMH社長の金光は、日枝からフジサンケイグループ代表を辞任する旨の申し出があったことを明らかにした。
2025年3月31日、中居正広氏と女性とのトラブルをめぐる一連の問題への対応を検証するため、フジテレビジョンとFMHが設置した第三者委員会が調査結果を発表した。
日枝については「長年にわたる功績と経営中枢への関与から会社の経営に強い影響力を及ぼしており、会社の組織風土の醸成に与えた影響も大きい」としたが、本事案についての日枝の関与は一切ないと結論付けた。
報告書では、FMHのグループガバナンスについて「日枝氏は、フジテレビとフジ・メディア・ホールディングスの代表取締役会長と代表取締役社長というトップ人事を決めていた」「日枝氏が役員人事に強い影響力を持っている」とし、「このような指名の在り方は、すべて『××階で日枝氏が決めている』という指名プロセスのブラックボックス化を招いている」と指摘した。
同日、報告書公表後の記者会見で、日枝の説明責任について問われた第三者委員会委員長の竹内朗弁護士は、「日枝さんに説明責任があるかないかと言えば、あるという答えになるのかと思う。ただし、会長・社長の人事というのは、取締役会で機関決定をするものであるので、最終的な意思決定は取締役会という場で取締役全員が行うもの。取締役にも取締役会のメンバー全員にも説明責任があると考えている」と答えた。第三者委員会の後に記者会見をしたフジテレビジョンの清水社長は、「説明責任は取締役の個人個人が持つものでは無く、組織が受け持つもの」と答えた。
2025年4月4日、事案発生当時フジテレビジョン専務取締役として対応にあたった関西テレビ放送の大多亮社長が同日付で辞任した。同日開催された同社臨時取締役会の終了後、取材に応じた大多は、日枝について「1980年代から90年代のフジテレビっていうのはああいう番組が次から次へと生まれ、私もその中で自由に作らせてもらって、とても良い雰囲気だったし、とても伸びやかにやっていた。あの黄金期と呼ばれるような時代を担っていたのは日枝さんだとは思っている」と振り返った。
2025年6月25日、株式会社フジ・メディア・ホールディングスの第84回定時株主総会が開催され、日枝は同総会終結の時をもって取締役としての任期を満了し、退任した。前身である株式会社フジテレビジョン時代の1983年6月の取締役就任から数えて、実に41年間にわたって取締役を務めあげた。
同日開催された取締役会終了後、記者団の取材に応じたFMHの清水賢治新社長は、日枝について「1980年代のフジテレビの躍進は日枝取締役のおかげ。『楽しくなければテレビじゃない』というスローガンのもとに果たした役割は多かった。当時のテレビ文化の中で制作者側が作り出した物ではなく、視聴者が見たいものが良いと当時理解した。画期的な民主化だと思いました」とその功績を称えた。

## 略歴
主な出典：
- 1961年4月 - 株式会社フジテレビジョン（現：株式会社フジ・メディア・ホールディングス）入社
- 1980年5月 - 株式会社フジテレビジョン 編成局長
- 1983年6月 - 株式会社フジテレビジョン 取締役編成局長
- 1986年6月 - 株式会社フジテレビジョン 常務取締役総合開発室担当
- 1988年6月 - 株式会社フジテレビジョン 代表取締役社長
- 1989年6月 - 株式会社サンケイビル 非常勤取締役[14]
- 1991年6月 - 北海道文化放送株式会社 非常勤取締役[95]
- 1992年6月 - 株式会社産業経済新聞社 非常勤取締役
- 1992年6月 - Executive Chair, Fujisankei Communications International, Inc.
- 1993年6月 - 株式会社産業経済新聞社 取締役相談役[13]
- 1993年6月 - 東海テレビ放送株式会社 非常勤取締役[96]
- 1993年6月 - 株式会社テレビ西日本 非常勤取締役[97]
- 1994年6月 - 関西テレビ放送株式会社 非常勤取締役[98]
- 1995年5月 - 文化放送ブレーン株式会社（現：SBIホールディングス株式会社） 非常勤取締役[99]
- 2001年6月 - 株式会社フジテレビジョン 代表取締役会長
- 2003年4月 - 一般社団法人日本民間放送連盟 会長（2006年3月まで）[15]
- 2003年7月 - フジサンケイグループ代表[2][3]
- 2005年7月 - Executive Managing Advisor, Fujisankei Communications International, Inc.
- 2008年10月 - 株式会社フジ・メディア・ホールディングス[注 3] 代表取締役会長
- 2008年10月 - 株式会社フジテレビジョン[注 3] 代表取締役会長
- 2008年 - 公益財団法人日本美術協会 会長（代表理事）（現任）[67][100]
- 2017年6月 - 株式会社フジ・メディア・ホールディングス 取締役相談役[10][12]
- 2017年6月 - 株式会社フジテレビジョン 取締役相談役[78]
- 2018年3月 - 岡山放送株式会社 取締役相談役[101][102]
- 2023年7月 - 彫刻の森美術館・美ヶ原高原美術館 館長（現任）[71]

## 役職（略歴以外）
- 公益財団法人彫刻の森芸術文化財団 理事長（現任）[71]
- 公益財団法人新日本フィルハーモニー交響楽団 副理事長（現任）[103]
- 一般社団法人東京臨海副都心まちづくり協議会 理事長[104]
- 一般財団法人日本ウズベキスタン・シルクロード財団 評議員[105]
- 公益社団法人全国公立文化施設協会 第4代会長（2011年から2021年まで）[106]
- 公益財団法人東京都歴史文化財団 理事長[16]
- 東京文化会館 館長[2]
- 公益財団法人ボーイスカウト日本連盟 顧問、元副理事長[107]
- 公益財団法人世界自然保護基金ジャパン（WWFジャパン） 顧問[108]
- 公益財団法人ケア・インターナショナル ジャパン 顧問[109]
- 特定非営利活動法人国際連合世界食糧計画WFP協会 顧問[1]
- 外務省海外交流審議会 元委員[110]
- 内閣府安心社会実現会議（麻生内閣） 元委員[1]
- 日本経済団体連合会国際協力委員会 元共同委員長[1]

## 人物
ボーイスカウトに小学生で入隊し、菊スカウト進級を経て、大学生で隊長に昇進。就職後も育成会員として長年登録している。2010年に財団法人ボーイスカウト日本連盟が公益法人へ移行した際には、奥島孝康理事長の打診により日枝は副理事長を引き受けた。第15回日本ジャンボリーには制服を着て参加し、「制服を着たのは50年ぶりだったでしょうか。感動しましたね」と語っている。
日枝の若いころを知るフジテレビの同期の1人は、「イデオロギーがなく融通無碍、一方でパワーポリティクス（力の統治）に強い関心があり、組織のどこを押さえればいいかを把握する力は抜きんでていた」と評する。
編成の上司だった村上七郎は、日枝を「絶妙のバランス感覚の持ち主であり、熟慮断行の士」と評する。
編成局長を務めていた1980年代、トレードマークの豪快な笑い方から親しみを込めて「ガハハおじさん」と社員たちに呼ばれていた。同じころ「（プロ野球の）ナイター中継のせいで番組が度々休止になる」という理由でバラエティ番組『オレたちひょうきん族』の人気コーナーであった「ひょうきん懺悔室」に出演させられ、明石家さんま、ビートたけしらに水を被せられた。
竹中平蔵は、堀江貴文との対談の中で「（小泉政権下で）私が総務大臣のとき、キー局の社長全員と一対一で話したんですよ」と振り返り、「15年ぐらい前で、まさに『通信と放送の融合』の話が出始めていた頃で。“テレビはどうしていくんですか?”と持ちかけたところ、ちゃんと理解してくれたのが日枝（久）さんだけでしたね」と評している。
フジテレビの清水賢治社長は、日枝を「私は83年入社で、日枝相談役が現場にいた時から知っている。正月とかに会う親戚のおじさんみたいな存在」と評する。
フジテレビ系列局の社長の一人は、「地方の文化の存在意義や、系列局とともにフジが発展した歴史を日枝さんはよくわかっている」と評している。

## 栄典

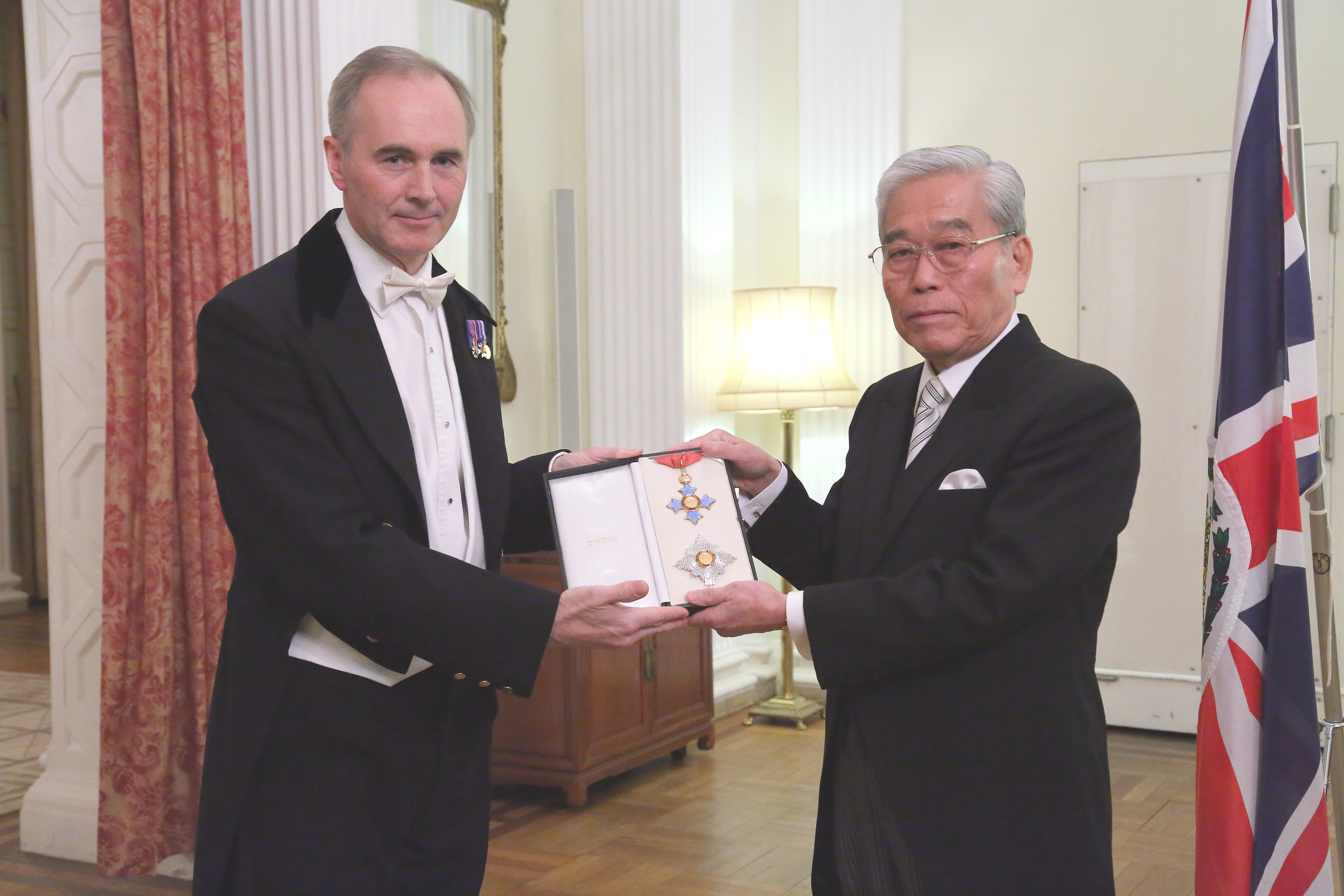
2014年1月21日、日本駐箚英国特命全権大使ティモシー・ヒッチンズ（左）から大英帝国勲章ナイト・コマンダー章を渡される

- 2010年2月25日 - 高麗大学校名誉経営学博士。マルチメディア・マルチチャンネル時代に日本の放送産業発展をリードし、日韓間の文化コンテンツ産業発展などに寄与した功労が評価された[118]。
- 2010年4月1日 - 早稲田大学名誉博士。母校より、その卓越した指導力と先見性を持った経営戦略の展開によって株式会社フジテレビジョンを牽引し、放送、制作事業はもとより、同社を映像音楽、生活情報、広告、出版など幅の広い事業領域を持つ、我が国を代表するメディア・コングロマリットへと押し上げた実績が評価された[1]。
- 2013年11月3日 - 旭日大綬章[119]。多年にわたり放送事業に携わり、業界の発展に尽力するとともに、関係団体の要職にあって報道文化の向上発展に貢献したことが評価された[120]。
- 2014年1月21日 - 大英帝国勲章ナイト・コマンダー章。『きかんしゃトーマス』をはじめとする子供向け番組や英国文化に関する幅広い世代向けの番組など、数多くの英国のテレビコンテンツを日本に紹介してきたことなどが評価された[121]。
- 2023年10月12日 - 中華民国紫色大綬景星勲章。「傑出したメディア関係者」として、日台の「友好協力関係に多大な実績を挙げた」ことが評価された[122][123]。

## 人脈
安倍晋三首相とは度々面会し、会食や夏季休暇には連日共に山梨県でゴルフをするなど緊密な関係にあった。安倍はフジテレビやニッポン放送の番組に多数出演し、産経新聞本紙・僚紙の独占インタビューにも積極的に応じていた。2022年7月、暗殺された安倍の遺体が東京・富ケ谷の自宅に到着した際には、唯一の民間人として、高市早苗、福田達夫ら政治家と出迎えた。翌年衆議院議員となった安倍の甥にあたる岸信千世は、フジテレビ報道局員として勤務していた。他にも加藤六月、産経新聞社出身の森喜朗とは盟友関係にあるなど、政財界に幅広い人脈を有している。
アメリカのヘンリー・キッシンジャー元国務長官や、フランスのジャック・シラク元大統領とも親しく、ある関係者は「言葉が通じない相手でもハートをつかむ能力を持っている」という。
『とんねるずのみなさんのおかげです。』が誕生するきっかけとなった火曜ワイドスペシャルの単発企画は、石橋貴明が当時編成局長だった日枝に番組化を直談判したことにより実現した。以降、とんねるずとは長年にわたり親交があり、2024年11月8日・9日に日本武道館で開催された『とんねるず THE LIVE』にも日枝自ら足を運んでいた。
杉並高校の同級生にジャズ評論家の寺島靖国と元日本テレビプロデューサー山口剛がおり、早稲田大学教育学部社会科の同級生に元東映テレビプロデューサー阿部征司がいる。

## 家族
妻の加寿子は1941年生まれで、青山学院女子短期大学を卒業した。趣味はテニス。職場結婚だという。